# UCAV

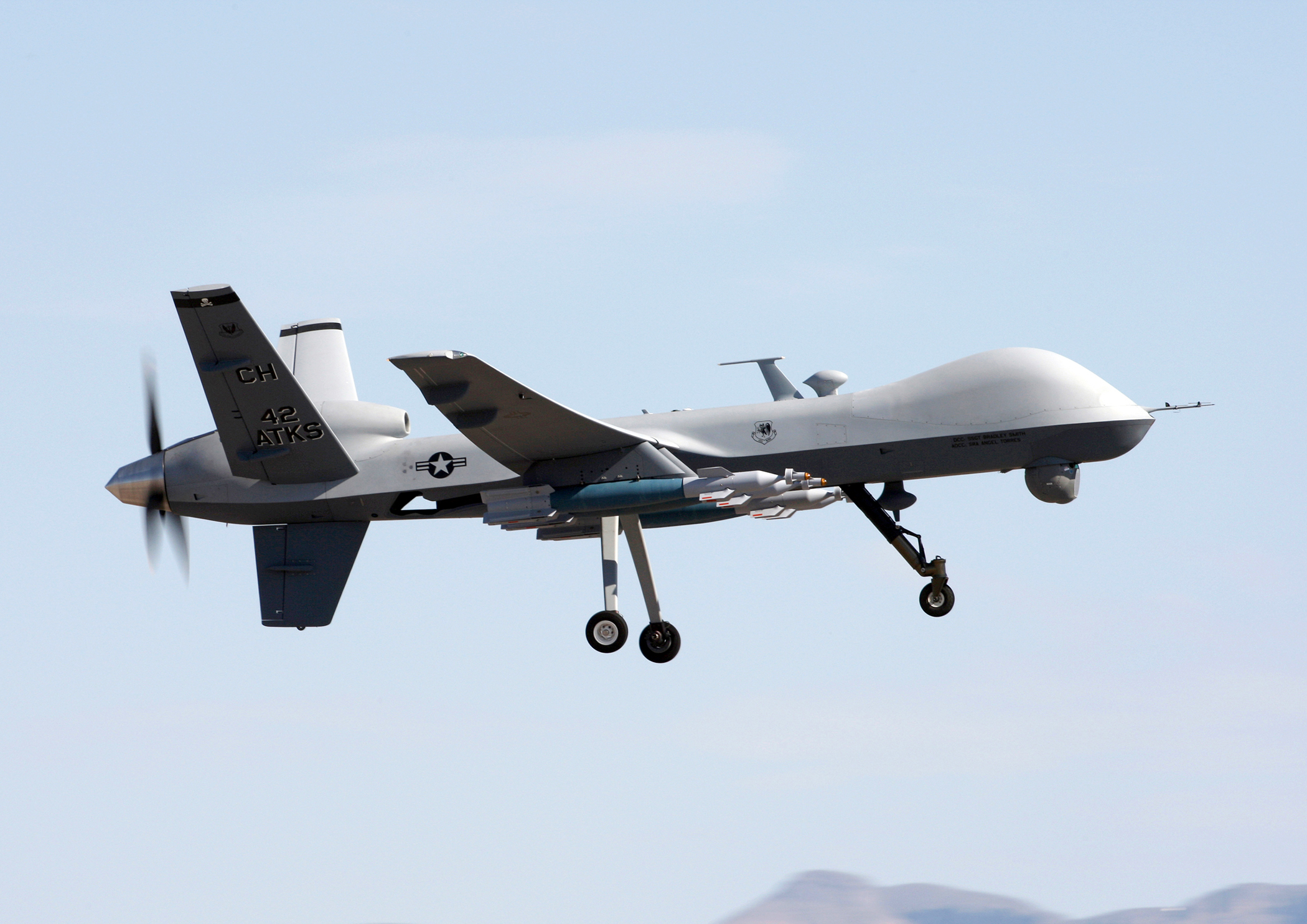
임무를 수행 중인 미국 공군 MQ-9 리퍼.

UCAV(unmanned combat aerial vehicle)는 공격 기능이 있는 무인 항공기를 말한다. 무인전투기라고도 부른다. 이러한 종류의 항공기에는 인간 조종사는 탑승하지 않는다.

## 같이 보기
- 자폭 드론(loitering munition, suicide drone)